# 凯蒂·格雷夫斯
凯蒂·格雷夫斯（英語：Katie Greves，1982年9月2日—），英国女子赛艇运动员。她曾代表英国参加2008年、2012年和2016年夏季奥林匹克运动会赛艇比赛，其中2016年奥运会获得一枚银牌。